# Thladiantha sessilifolia
Thladiantha sessilifolia är en gurkväxtart som beskrevs av Hand.-mazz. Thladiantha sessilifolia ingår i släktet berggurkor, och familjen gurkväxter. Utöver nominatformen finns också underarten T. s. longipes.